# Рейнхарт, Таня
Таня Рейнхарт 
(англ. Tanya Reinhart, Reinhardt, 1943 год, Хайфа, Палестина — 17 марта 2007 года, Лонг Айленд, Нью-Йорк) — израильский лингвист, культуролог, публицист и общественный деятель. Профессор отделения лингвистики и литературной теории Тель-Авивского университета.

## Биография
Детство провела в Хайфе. Входила в кружок коммунистической молодёжи. Закончила Иерусалимский университет, докторскую диссертацию по лингвистике защитила у Ноама Хомского в Массачусетском технологическом институте.
Работала в Утрехтском университете. Почётный профессор Нью-Йоркского университета.
Муж — израильский поэт Аарон Шабтай.

## Научная деятельность
Снискала известность как один из наиболее активных последователей лингвистической теории Н. Хомского. Внесла существенный вклад в исследования анафорических отношений, а также в разработку таких существенных для модели Хомского семантико-синтаксических понятий, как система «тета-ролей», принцип «структурного приоритета» (C-command), теория связывания и др. Занималась также теоретическими проблемами, связанными с описанием ударения и интонации, сенсомоторными системами, исследованием языка СМИ. Научные интересы Т. Рейнхарт не ограничивались лингвистикой; она занималась теорией литературы, исследованием модернизма в искусстве и др.
Хомский, высоко ценивший свою ученицу (во многом близкую ему и по политическим взглядам), назвал в некрологе работы Рейнхарт «оригинальными и высоко авторитетными».

### Научные публикации
- Работы по лингвистике, доступные для скачивания (англ)
- Страница в Утрехтском университете с большим списком статей по лингвистике, доступным для скачивания

## Общественная деятельность
Таня Рейхарт — видный деятель израильского левого движения. Критик сионизма и израильской политики по отношению к палестинцам. Принимала активное участие в борьбе против оккупации территорий, за права палестинского населения, находящегося под израильской оккупацией. Участвовала в организации демонстраций анархистов против разделительного барьера.
В 2003 году подписала воззвание против этнических чисток, якобы готовящихся правительством Израиля.
В 2005 году — активист организации академического бойкота израильских университетов в знак протеста против политики Израиля.
Переехала в США в 2006 году, поскольку по её словам не могла продолжать жить в Израиле из-за того, как эта страна обращается с жителями оккупированных территорий.
В течение многих лет вела колонку в крупнейшей израильской газете «Едиот Ахронот». Опубликовала ряд публицистических статей и книг, включая «Ложь о Мирной карте», а также исследование о языке израильских СМИ в освещении арабо-израильского конфликта.

### Публицистика
- Уход из Газы. Даже не надейтесь. Выступление в Париже 6 ноября 2004 года, israel.marxist.com (рус).
- Израиль разрушает нормы, направленные на сохранение человечества left.ru
- Публицистика  (англ.)
- «Написано в газете» Лекция про язык СМИ и идеологию (иврит)
- Отрывки из книги «Ложь про мир» (иврит.)
- Книги о Ближнем Востоке